# 1811 في ألمانيا
فيما يلي قوائم الأحداث التي وقعت خلال عام 1811 في ألمانيا.

## كتب
من الكتب التي صدرت هذه السنة في ألمانيا:
- 1 يناير – أوندينه من تأليف Friedrich de la Motte Fouqué [الإنجليزية]‏.

## مواليد

### يناير
- 1 يناير – زنكر[1]

### فبراير
- 24 فبراير – فريدريش دانيال باسرمان سياسي ألماني.[2]

### مارس
- 17 مارس – كارل جوتسكوف كاتب ألماني.[3]
- 27 مارس – كونستانتين فون هوفلر
- 31 مارس – روبرت بنسن كيميائي ألماني.

### أغسطس
- 21 أغسطس – جوزيف درانبور[4]

### سبتمبر
- 7 سبتمبر – كارل أنتوني، أمير هوهنتسولرن سياسي ألماني.[5]
- 30 سبتمبر – أوغستا من ساكس-فايمار-آيزناخ[6]

### أكتوبر
- 23 أكتوبر – كارل هولتزمان فيزيائي ألماني.
- 24 أكتوبر – فردريش أنطون ميكيل عالم نبات هولندي.[7]

### نوفمبر
- 28 نوفمبر – ماكسيمليان الثاني ملك بافاريا سياسي ألماني.[8]

### ديسمبر
- 6 ديسمبر – يسطس كارل هاسكارل عالم نبات ألماني.[9]

## وفيات

### يونيو
- 10 يونيو – تشارلز فريدريك دوق بادن (مواليد 1728)

### سبتمبر
- 1 سبتمبر – أولريخ جاسبر سيتزن (مواليد 1767) مستكشف ألماني.[10]
- 8 سبتمبر – بيتر سيمون بالاس (مواليد 1741)[11]

### نوفمبر
- 21 نوفمبر – هاينريش فون كلايست (مواليد 1777) شاعر ألماني.[12]